# Parafia św. Antoniego z Padwy w Kiełczygłowie
Parafia Świętego Antoniego z Padwy w Kiełczygłowie – parafia rzymskokatolicka w Kiełczygłowie. Należy do dekanatu Pajęczno archidiecezji częstochowskiej. Została utworzona w 1924 roku. Parafię prowadzą księża diecezjalni.